# 交易廣場
交易廣塲是香港的一組辦公室大樓，位於香港島中環康樂廣場8號，鄰接港鐵香港站和中環站。交易廣塲共有3座辦公大樓，底層設有商場，地下設有巴士總站。並有多條行人天橋連接國際金融中心，怡和大廈及環球大廈。在第二座正門噴水池擺放有台灣雕塑大師朱銘鑄造的太極雕塑，及一對水牛雕塑。在第一座的正門水池中央，裝放有一個8字形的雕塑。

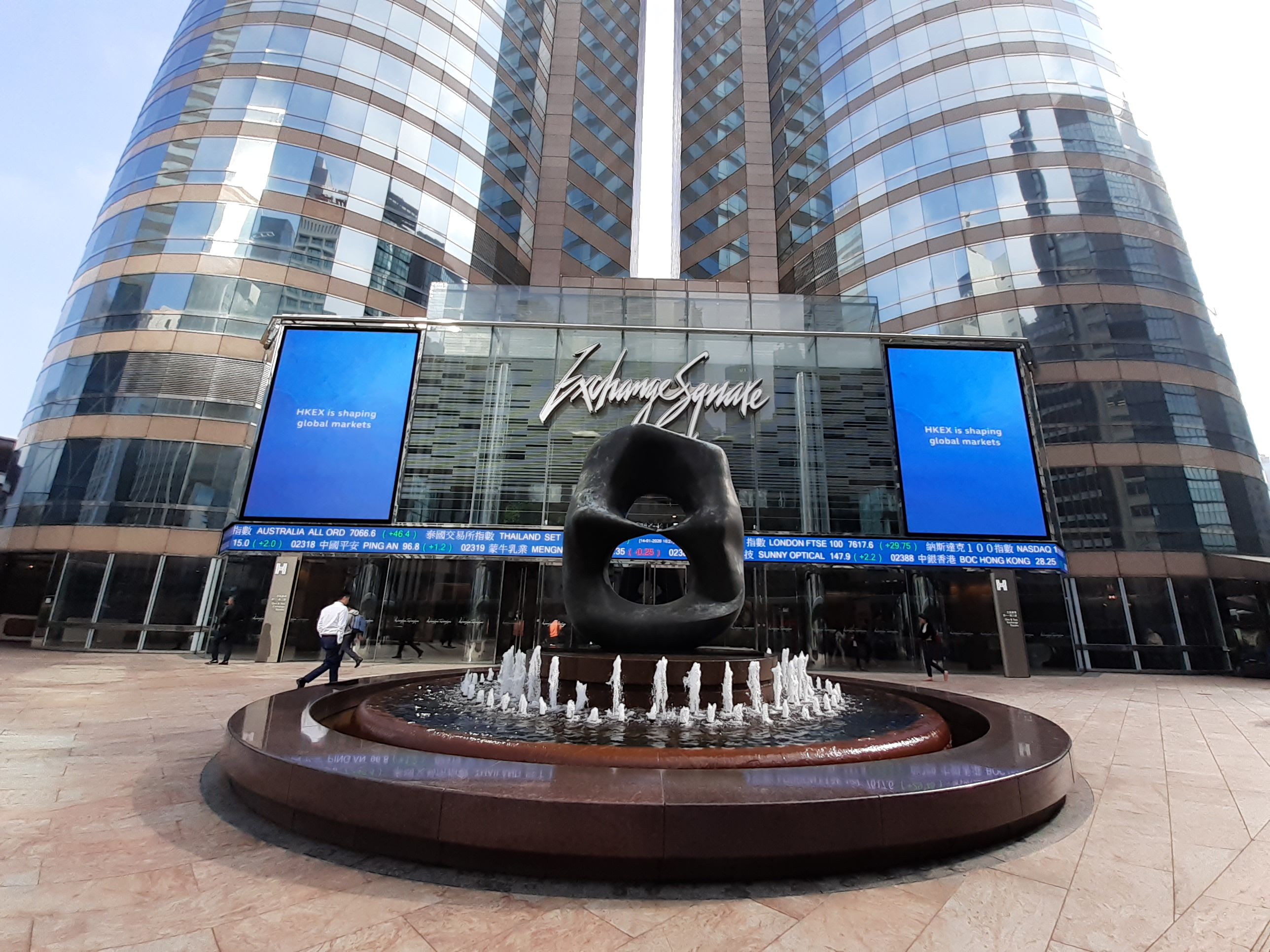
交易廣塲辦公大樓入口和水池

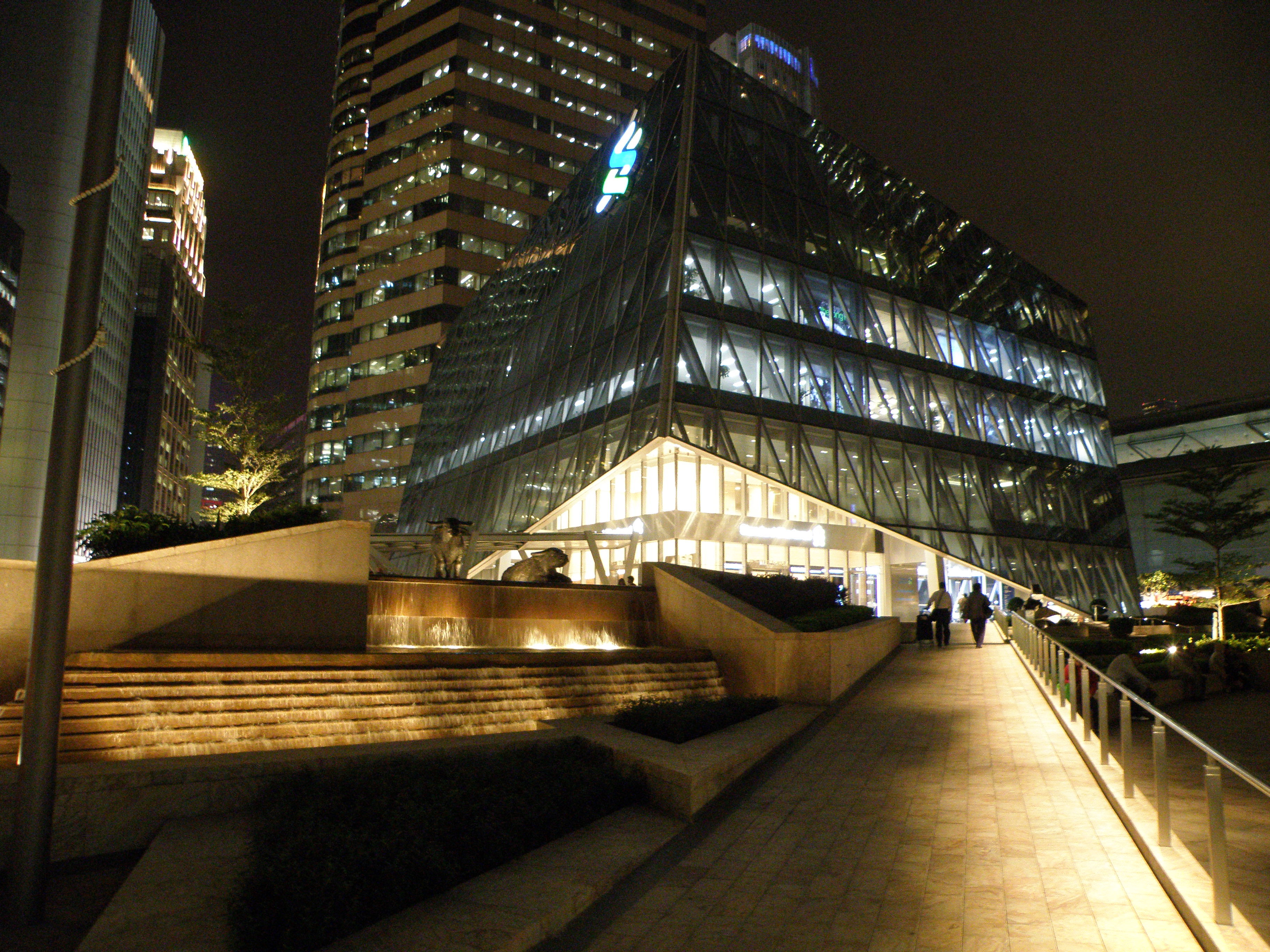
重建完成後的富臨閣夜景

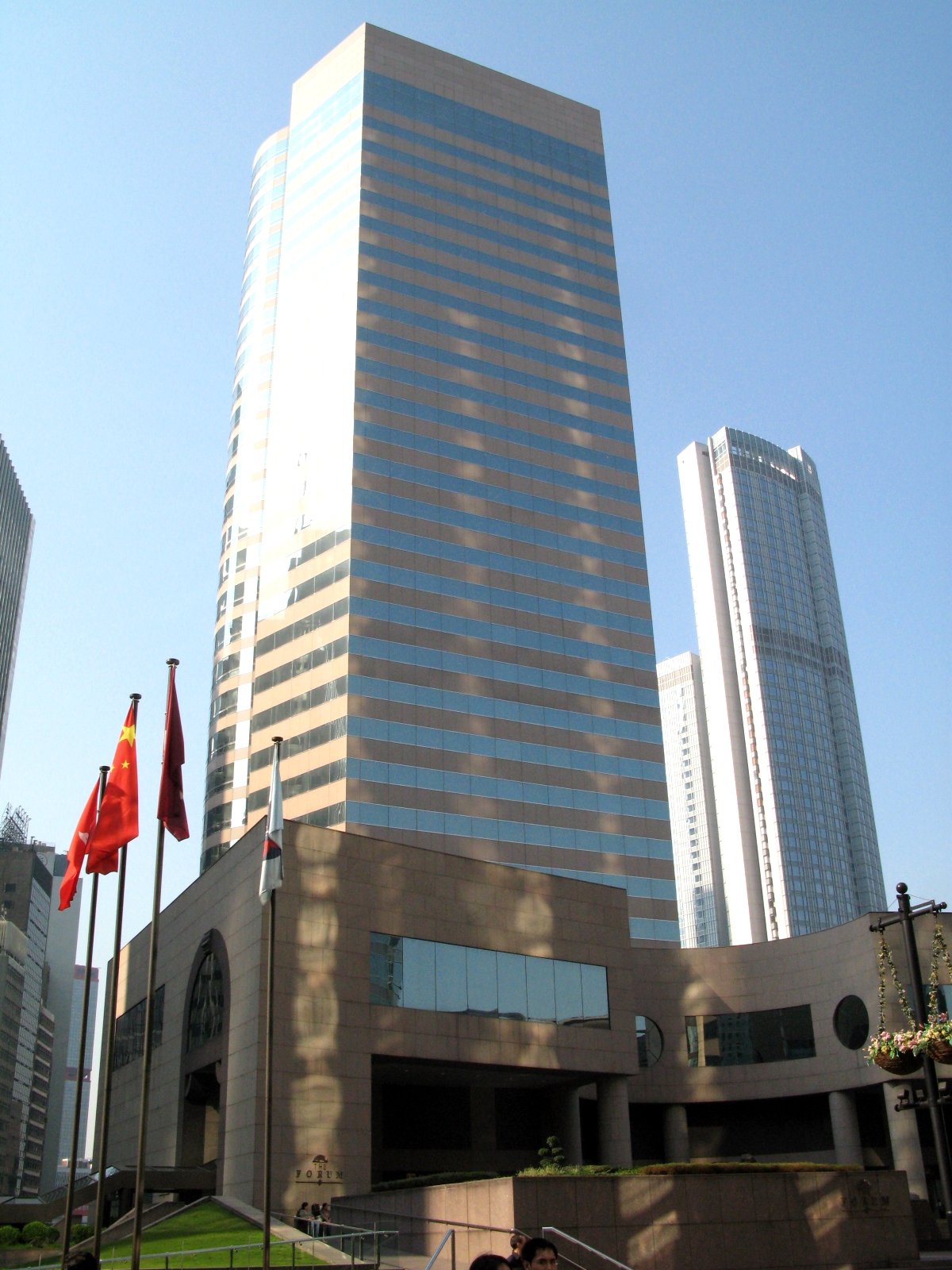
交易廣塲第三座（中）及重建前的富臨閣（前方低層建築）

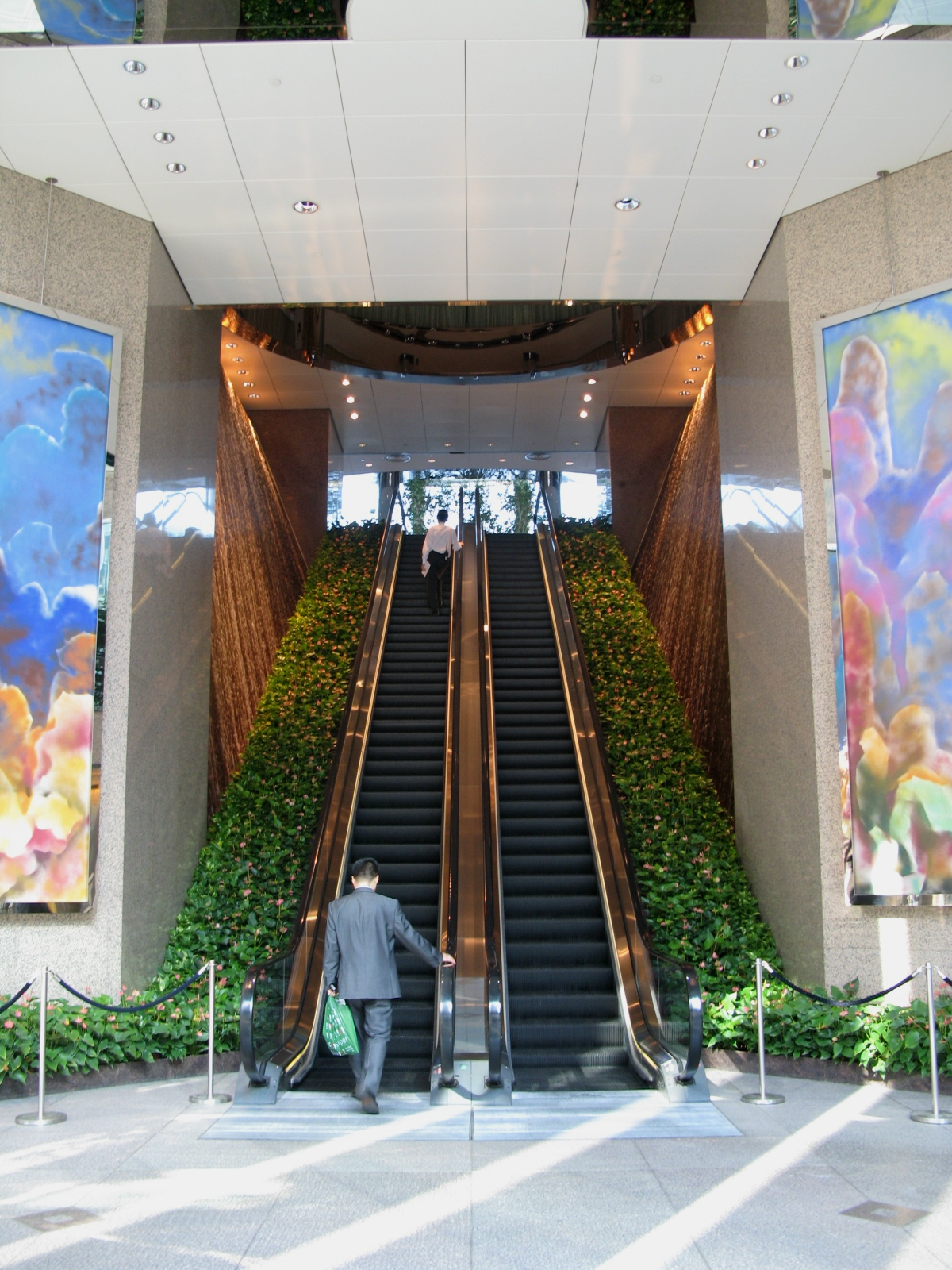
交易廣塲入口

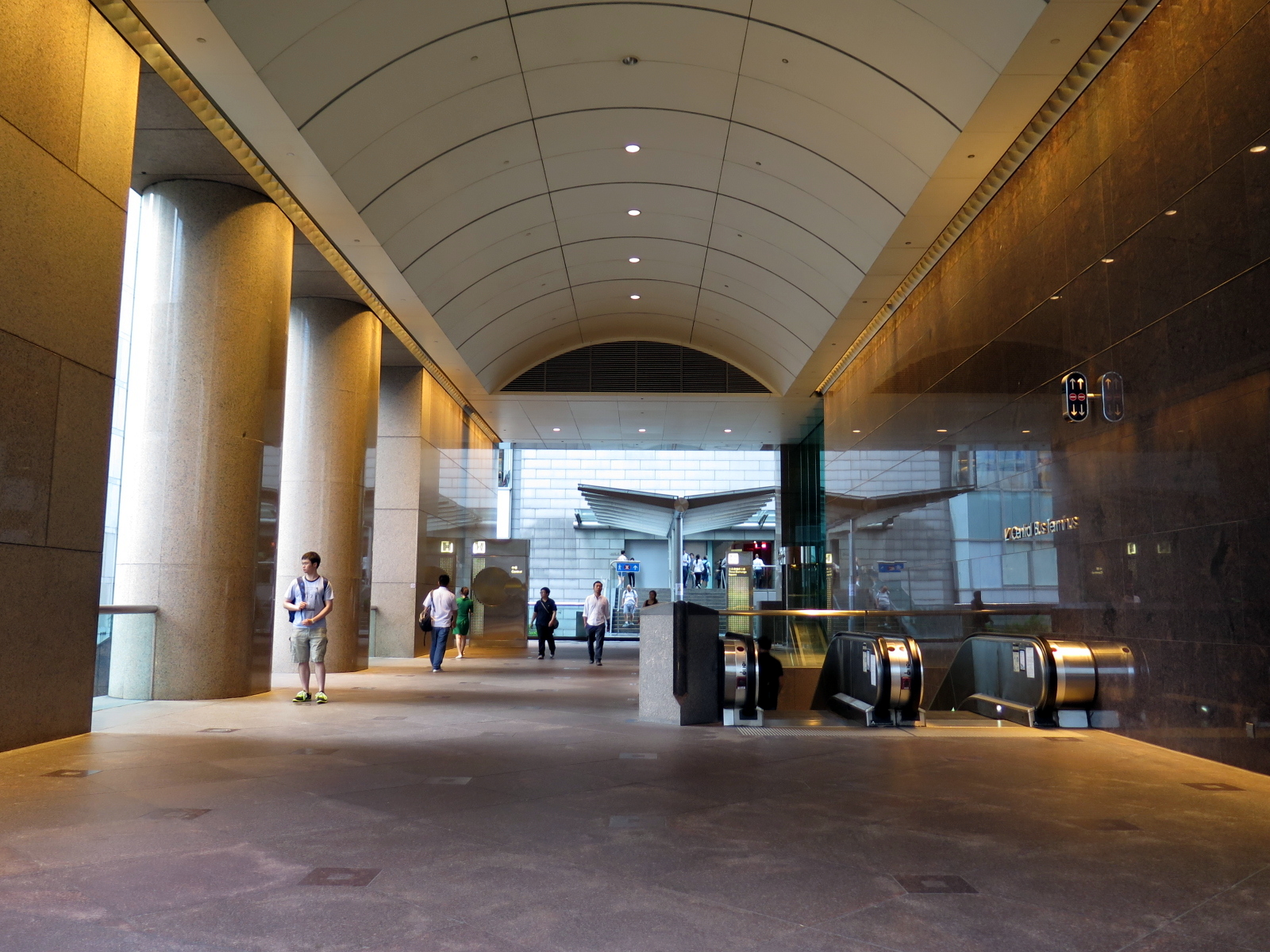
交易廣塲第三座往國際金融中心通道

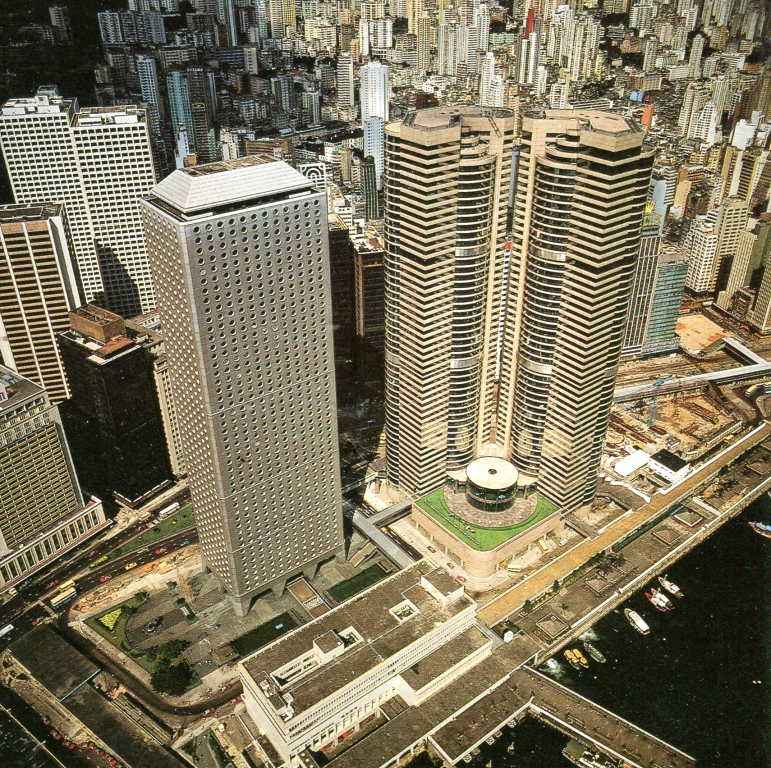
填海前交易廣塲與怡和大廈位處海傍，攝於1986年

交易廣塲地位十分重要，香港交易所的交易大堂設於交易廣塲，其名字得名於此。交易廣塲亦是波蘭總領事館、捷克總領事館、日本總領事館、加拿大總領事館等外國駐港機構的所在地。美國會的會所位於第二期最頂兩層，於1983年購入。

## 簡介
交易廣塲所在用地於1981年11月開始招標，至翌年2月截標，共接獲來自長江實業、恆基兆業地產與香港置地的三份標書。最終，置地以47.55億元的高價向港府投得。該地盤佔地14.4萬方呎，投資總額高達80億元，交由巴馬丹拿集團瑞士建築師李華武（Remo Riva）設計，於同年4月22日開始興建。第一及第二座於1985年落成，樓高52層（188米），於同年6月28日開幕。第三座則於1988年落成，整項工程為期6年。 
1983年，置地與美國會所達成協議，將交易廣塲第二座最頂兩層售予該會，作為其永久會所。
交易廣塲第一及第二座均為幻彩詠香江參與匯演的建築物。交易廣塲第一座大堂設有展覽廳，時常有藝術作品展覽。展覽廳旁並放有一柱古炮，名牌說明是建築地基時發現，背景不詳。
2025年4月24日，置地以63億港元，向香港交易所旗下全資附屬公司Aurora出售交易廣塲第一座42-50樓，以及平台1樓101–102舖、平台2樓201–202、及204–205舖，用作港交所總辦事處，總實用面積為147025平方呎。

## 樓層分布

### 交易廣塲第一座
- 8樓：香港置地（業主）
- 10樓、21樓、23樓-24樓、30樓、50樓：香港交易所
- 11樓：海問律師事務所有限法律責任合夥（1101-04室）
- 14樓：澳洲聯邦銀行
- 15樓：諾亞控股（香港）
- 17樓：弗若斯特沙利文國際
- 18樓：瑞生國際律師事務所（Latham & Watkins）
- 25樓：首源投資
- 26樓、33樓：方達律師事務所
- 27樓：中國人壽富蘭克林資產管理
- 28樓：Permira Advisers（2804室）
- 29樓：Conyers Dill & Pearman、TRG Management Hong Kong（2906-07室）
- 31樓：嘉實國際資產管理有限公司（Harvest Global Investments）
- 32樓：雲鋒金融
- 36樓：满地可银行（3606室）（已遷往太古廣場三座）
- 37樓：Fitness First（已搬遷）
- 38樓：盛大集團（3803室）
- 39樓：安信國際
- 40樓：Affinity Equity Partners (HK)（4002室）
- 41樓：Ropes & Gray LLP
- 42樓-44樓：瑞銀集團
- 45樓：民銀資本
- 46樓-47樓：日本駐香港總領事館
- 48樓：招商證券國際（香港）
- 49樓：鼎珮證券、Princeville Capital

### 交易廣塲第二座
- 6樓-8樓、10樓-12樓、34樓：香港交易所
- 14樓: Coller Capital
- 16樓、19樓：寶盛集團，涉及面積25,268平方呎，月租高達430萬元，呎租約170元，租約期將於2023年首季完結。
- 17樓：Proskauer Rose LLP（1703-1705室）
- 23樓：第一太平戴維斯
- 24樓：第一太平
- 25樓：歐力士（亞洲）
- 26樓：Torq Capital Management (HK)（2606室-2607室）
- 27樓：東英金融投資
- 28樓：南方東英資產管理（2801室-2803室）
- 30樓：Pantheon Ventures (HK) LLP（3001室-3002室）
- 32樓：
- 35樓：科律香港律師事務所（3501室-3505室）
- 36樓：Freshfields Bruckhaus Deringer（富而德律師事務所）（3601-05室）、APX Capital Holdings Limited（3607）
- 40樓：英高集團、海富通資産管理（香港）（4004室）
- 41樓：Balyasny Asset Management (Hong Kong) Limited
- 42樓：LGT Bank (Hong Kong)、列支敦士登駐香港名譽領事館（4203室）
- 43樓-44樓：捷克駐香港總領事館
- 45樓-46樓：波蘭駐香港總領事館
- 47樓：香港交易所 - 中華證券交易服務（4702室-4704室）、美國會（4706室-4707室）
- 48樓-49樓：美國會

### 交易廣塲第三座
- 3樓：標準普爾
- 5樓：加拿大駐港總領事館
- 7樓：興證國際
- 9樓：安理國際律師事務所（Allen & Overy LLP）
- 11樓：Reynolds Porter Chamberlain
- 12樓：中再資產管理（香港）
- 13樓：對稱資本
- 14樓：Hashkey Digital Asset Group
- 15樓：浙商银行香港分行
- 16樓：瑞士隆奥（香港）、柏匯資本管理（香港）
- 17樓：國元國際
- 18樓：Prominent Consultancy Services
- 19樓：柯伍陳律師事務所（ONC Lawyers）
- 20樓-22樓：澳新銀行
- 23樓：方達金融集團
- 25樓-26樓：歐華律師事務所
- 27樓-31樓：招商銀行香港分行
- 29樓：招商永隆銀行私人銀行中心

## 富臨閣
交易廣場第三座附設富臨閣，為小型商場，樓高5層，包括3層商舖，於1988年落成。商場主要租戶為餐廳、高級酒樓、超市及支援寫字樓租客的商戶。不過業主置地公司因考慮中環寫字樓缺乏新供應，加上空置率長期處於低位的情況下，於2009年時已向屋宇署入則申請重建。
重建項目由凱達環球（Aedas）設計，重建計劃於2011年12月展開，於2014年初完工，涉資約5.6億元。項目重建後為樓高5層水晶狀透明甲級商廈，總樓面增加15%至48,491方呎。建築採用了盒子的形態，並以高效的足跡組合成。「盒子」的其中一個角落頭傾斜了15度，打通了一道有蓋行人通道。
2012年9月25日，置地公司與渣打銀行香港宣佈確認承租「富臨閣」全幢大廈，成為富臨閣唯一租戶。2018年起發行的香港流通貨幣中，渣打銀行香港發行之港元紙幣正面印有富臨閣外貌。

## 鄰近
- 干諾道中
- 中區行人天橋系統
- 機場快綫
- 香港站
- 康樂廣場
- 香港郵政總局
- 中環摩天輪
- 遮打大廈
- 怡和大廈
- 國際金融中心
- 環球大廈
- 華商會所大廈
- 中環（交易廣場）巴士總站
- 天星碼頭多層停車場

## 圖片集

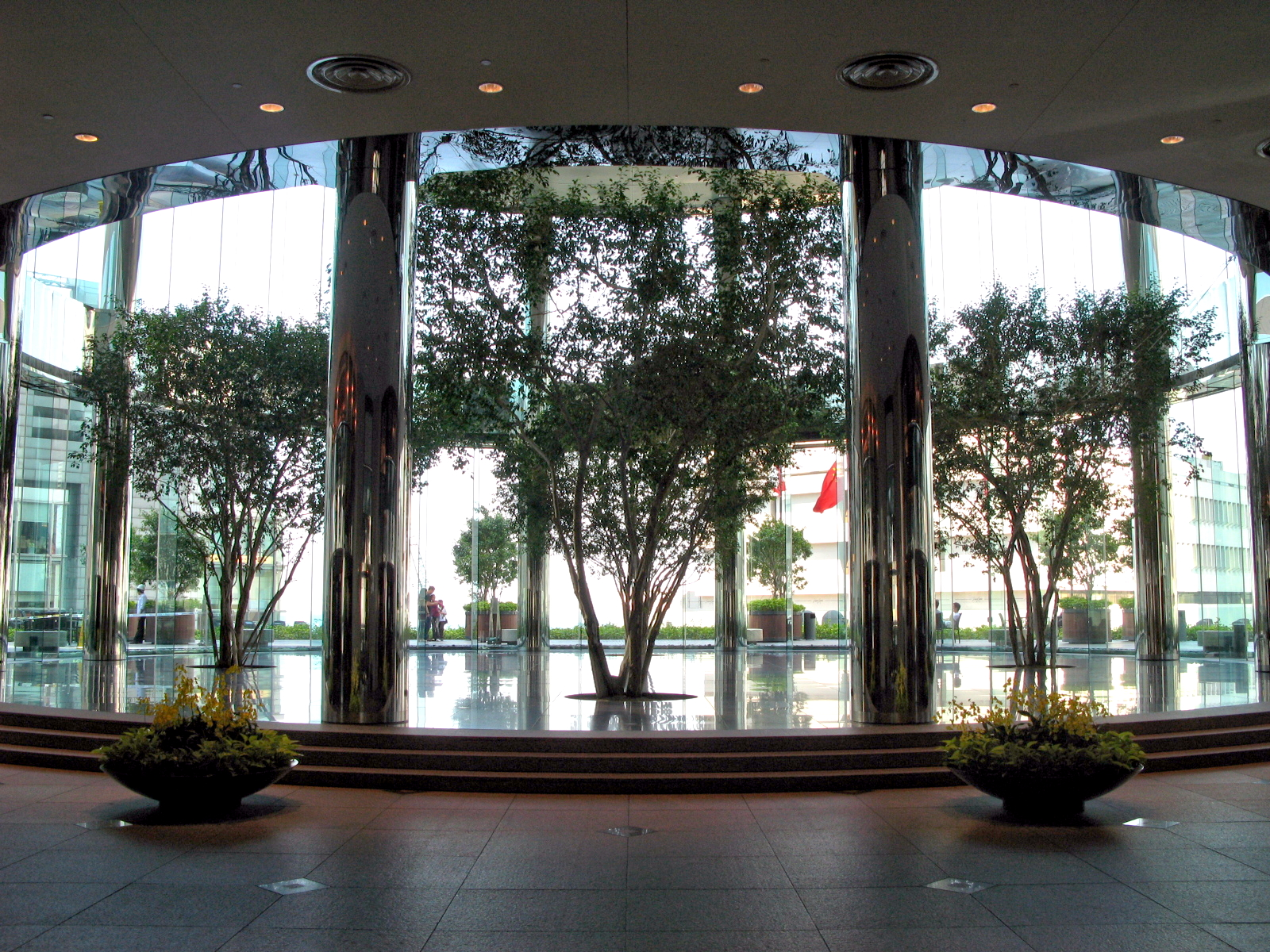
交易廣場大堂
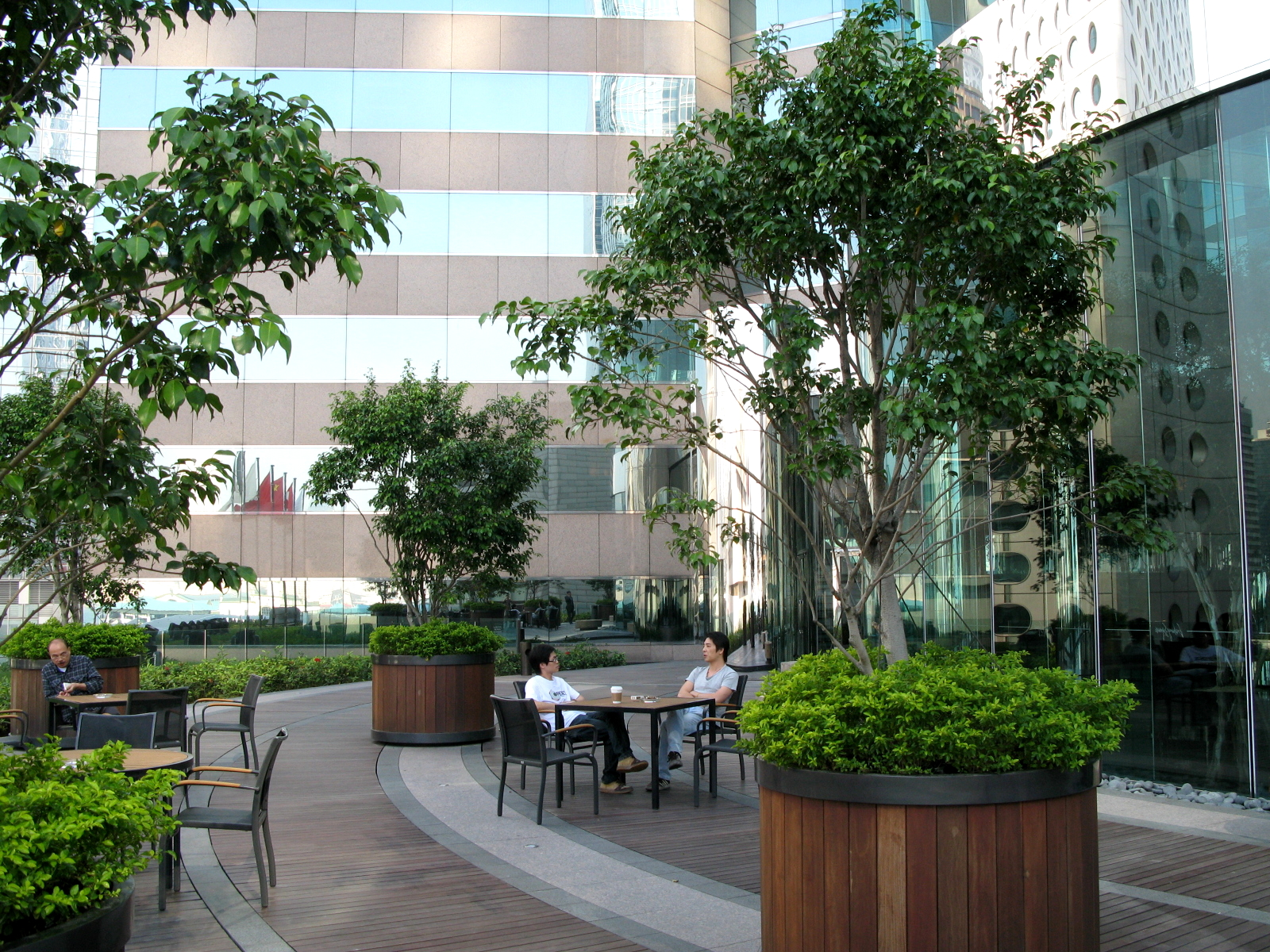
交易廣場花園平台
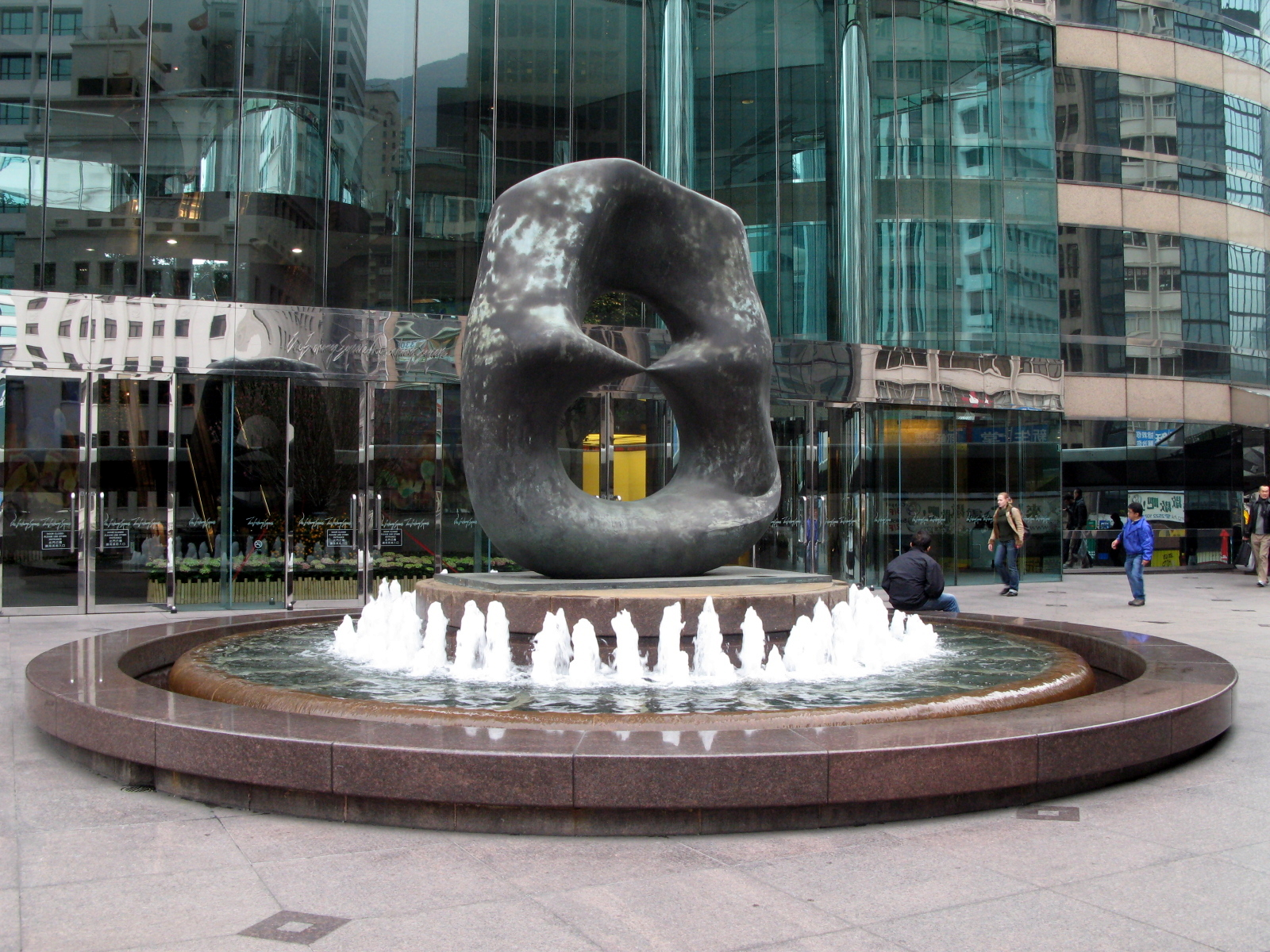
亨利·摩尔的雕塑"Oval with Points"
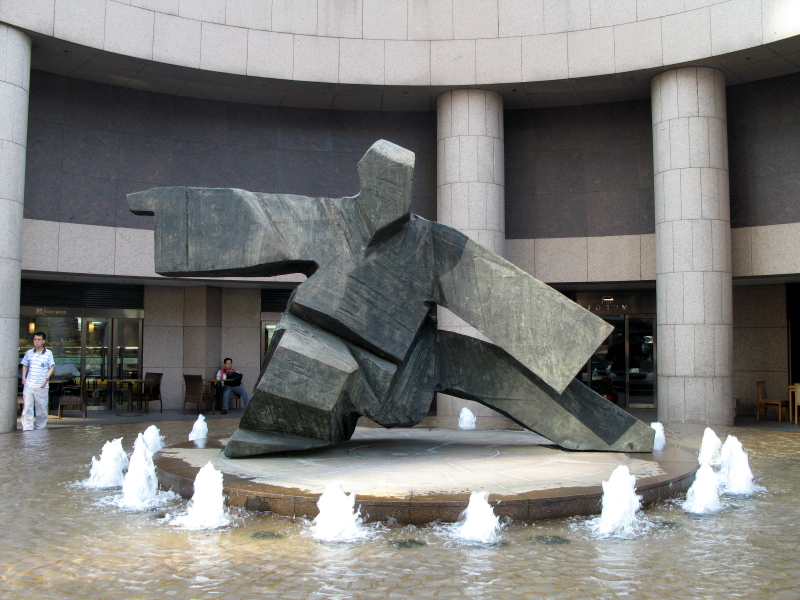
台灣雕塑大師朱銘鑄造的太極雕塑
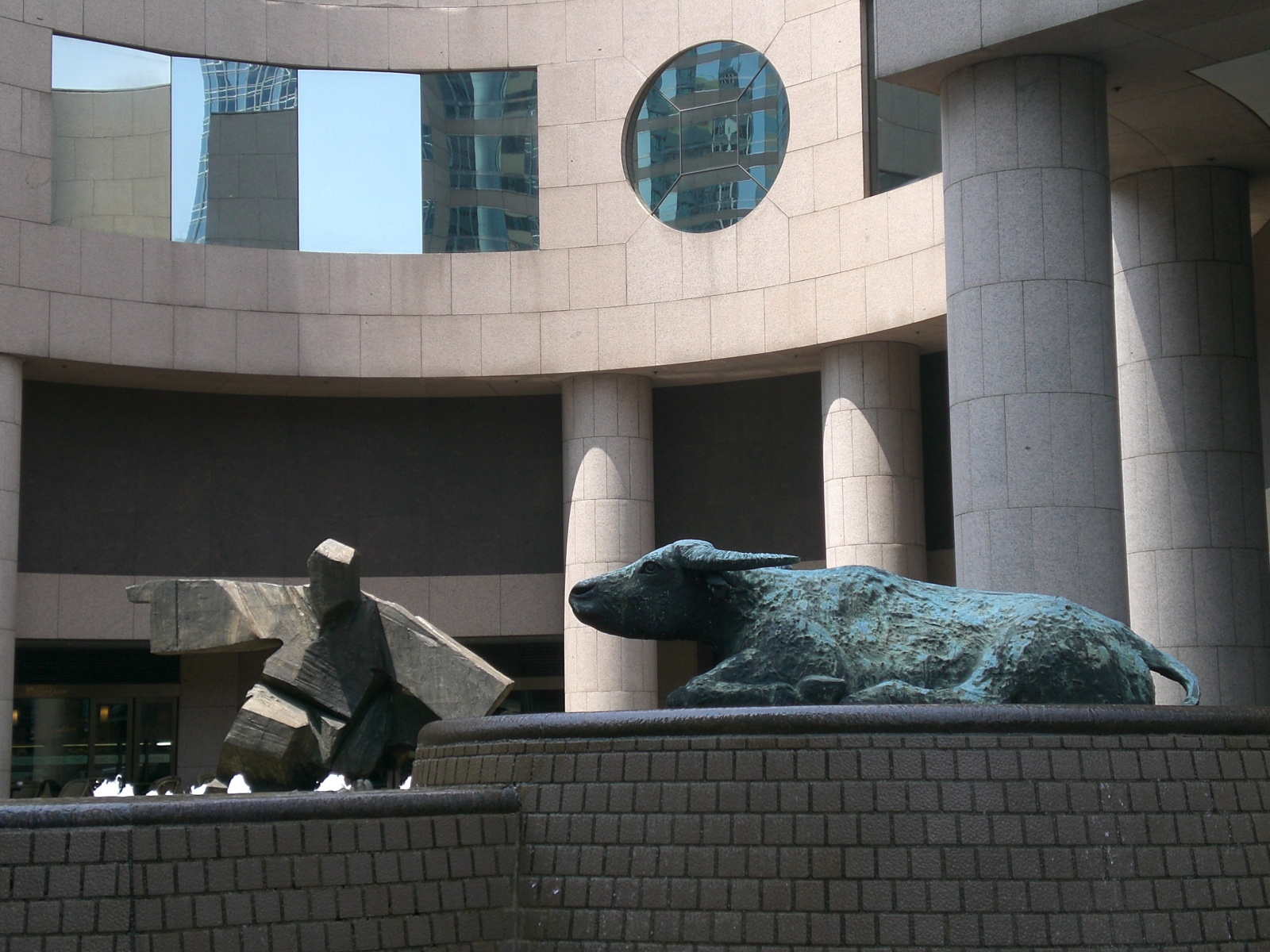
交易廣場上的一對水牛，右左各一，與太極雕塑成組
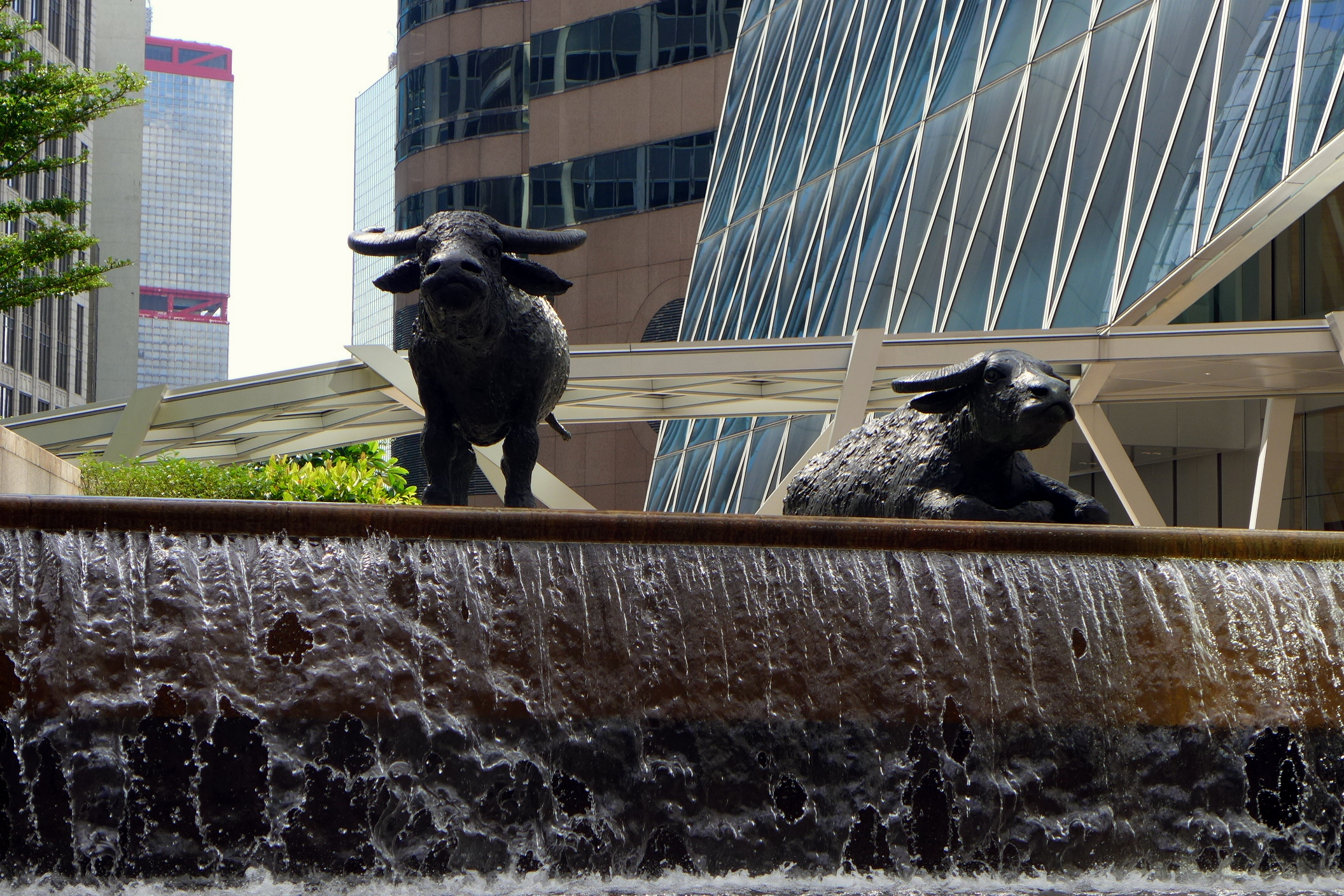
水牛站於交易廣場之內，象徵股市好景
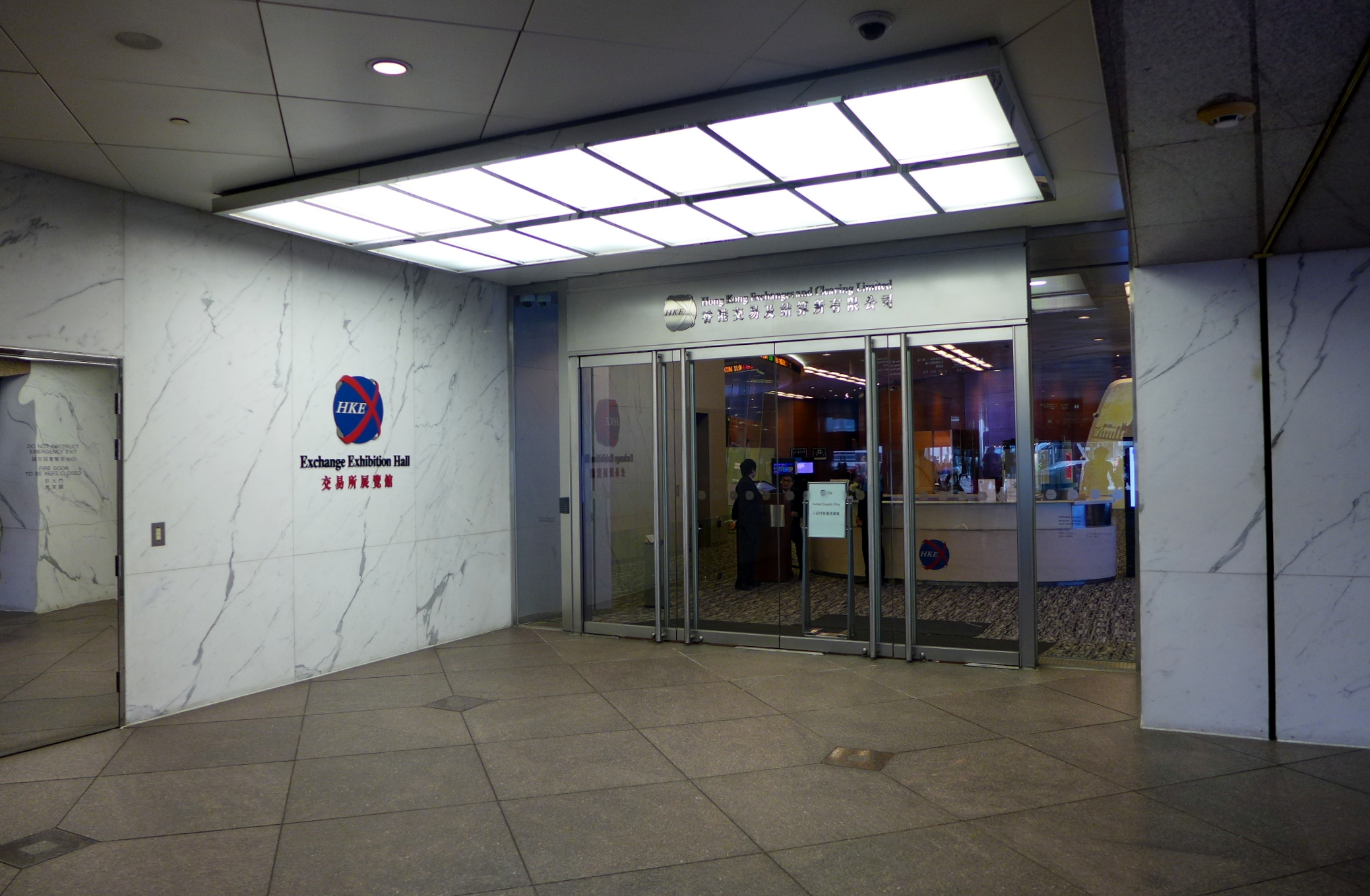
香港交易所

## 事件

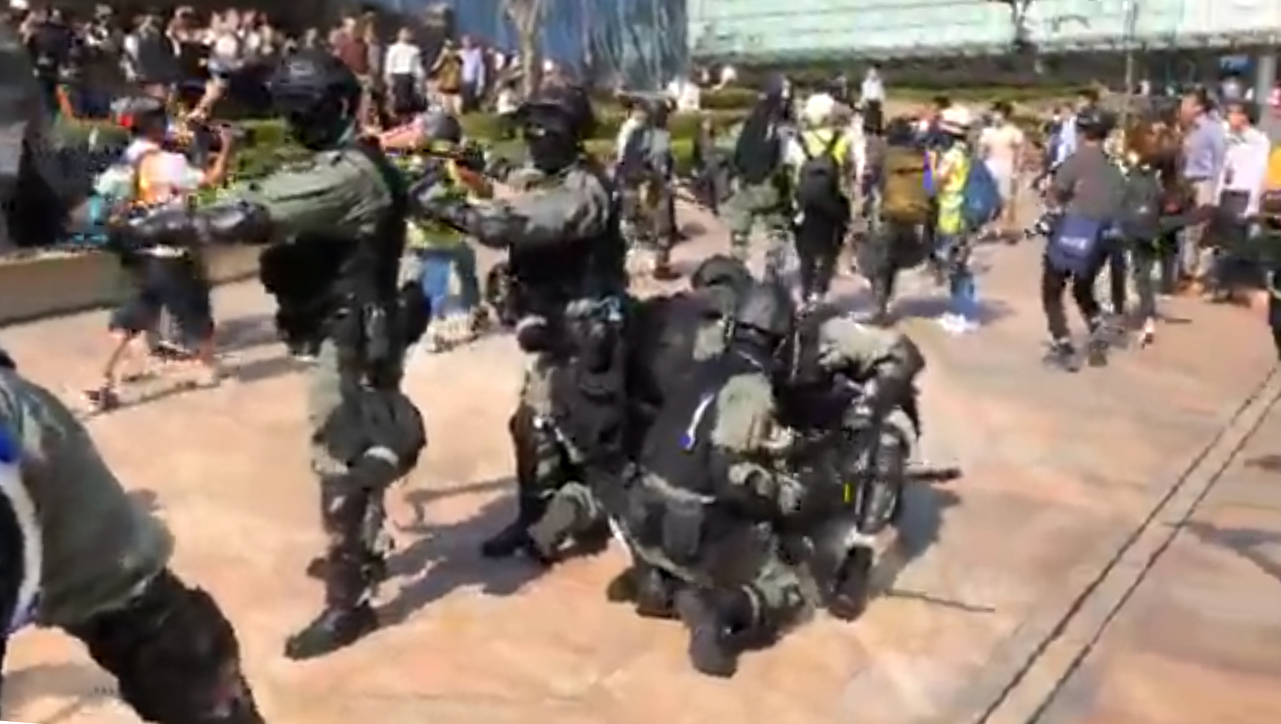
2019年11月13日中午，大批防暴警員到交易廣場平台增援，並引發衝突

- 2019年5月11日，中環干諾道中近交易廣場發生巴士起火事件，並波及通往恒生銀行總行大廈的行人天橋。[10]

- 2019年11月13日中午時份，中環的市民繼續響應「和你Lunch」。聚集人士沿馬路走上交易廣場，對香港交易所叫口號，以響應網民號召「包圍港交所」的行動；其後有大批防暴警突然到交易廣場平台制服多人，並引發衝突。其中一人被警員制服後傷勢嚴重，血流滿面。[11]

- 2023年8月9日，《星島日報》報道香港置地罕有放售第3座全幢，意向價達160億元。置地發言人否認相關消息，形容相關謠言純屬市場猜測，強調集團無計劃出售旗下位於中環的商廈。但大廈曾於2021年作內部轉讓，當時作價逾160億元。[12]不過《明報》獲取一份由第一太平戴維斯編制的物業簡介資料，長達38頁，第一太平戴維斯未有回覆原因。[13]而《星島日報》指一間內地金融機構擬夥拍2間財團洽購第3座。[14]

## 相關
- 香港交易所展覽館

## 保安
- G4S保安

## 外部連結
- 交易廣場的衛星地圖 （页面存档备份，存于）